# Immervad
Immervad er navnet på en gade i Aarhus, der strækker sig syd for Lille Torv ned til det østligste vadested over Århus Å, hvor der i dag er en bro, Frederiksbroen. Den dannede sammen med åhavnen ude ved kysten det trafikmæssige grundlag for den ældste bydannelse. 
Endelsen vad henviser til vadestedet medens immer giver anledning til flere forklaringer. Det kunne være efter en person Emmer, som skulle have haft en gård tæt ved vadestedet. Mere sandsynligt er det, at emmer henviser til de rester, der bliver tilbage, når man læsker kalk, og da man virkelig har fundet kalkrester i jorden lige ved vadestedet, er det tænkeligt, at dette har været udlagt for at gøre bunden i åen stabil og fast. En tredje forklaring henviser til, at vadestedet altid kunne passeres, da "immer" er det tyske ord for "altid".